# 傷名/うるせー
「傷名／うるせー」（きずな／うるせー）は、日本のバンドThe Mirrazのメジャー2枚目のシングルである。2012年12月12日発売。

## 概要
EMIミュージック・ジャパンへ移籍後2枚目のシングル。

## 収録曲
1. 傷名
2. うるせー
3. I don't konw
4. LIVE TRACK from 7/16代官山UNIT・後編